# David Wieczorek
David Matthew Wieczorek (ur. 3 stycznia 1996 w Chicago) – amerykański siatkarz, grający na pozycji przyjmującego. 

## Sukcesy reprezentacyjne
Mistrzostwa Ameryki Północnej, Środkowej i Karaibów:
- 2019

## Nagrody indywidualne
- 2018: Najlepszy zagrywający Pucharu Panamerykańskiego[4]